# Ашил Ван Акер
Ашил Оноре Ван Акер (на нидерландски: Achille Honoré Van Acker) е белгийски политик от Белгийската социалистическа партия. През 40-те и 50-те години на 20 век той на три пъти е министър-председател (1945 – 1946, 1946 и 1954 – 1958). Най-продължително управлявалият министър-председател социалист, той изиграва важна роля за формирането на белгийския социален модел в годините след Втората световна война.

## Биография
Ашил Ван Акер е роден на 8 април 1898 година в Брюге в семейство с 12 деца. Той е единственото от тях, което ходи на училище, до десетата си година. Той се включва в дейността на Белгийската социалистическа партия и през 1926 година е избран в общинския съвет на Брюге, а на следващата година, едва двадесет и деветгодишен, става депутат в Камарата на представителите. По време на Втората световна война, когато голяма част от ръководството на партията напуска окупираната от Германия страна, Ван Акер е сред създателите на социалистическата Фламандска централа на нелегалната партия.
След края на германската окупация през септември 1944 година Ашил Ван Акер става министър на труда и социалните грижи в правителството на Юбер Пиерло. На 12 февруари 1945 година той става министър-председател на Белгия, оглавявайки коалиционно правителство на Белгийската социалистическа партия, Християнската народна партия, либералната Партия на свободата и прогреса и Комунистическата партия на Белгия. На 2 август съставя ново правителство, в което мястото на Християнската народна партия е заето от Белгийския демократичен съюз. По това време той оглавява и новосъздаденото Министерство на въгледобива, дейността в което му донася прякора Ашил Шарбон.
След кратко прекъсване между 13 и 31 март 1946 година, Ван Акер отново оглавява кабинет на социалисти, либерали и комунисти, просъществувал до 3 август същата година. Този период съвпада с тежката политическа криза, свързана със завръщането на крал Леополд III в страната. До отпадането на социалистите от правителството през 1949 година Ашил Ван Акер е министър на съобщенията.
На 23 април 1954 година Ашил Ван Акер съставя своя четвърти кабинет, коалиция на социалисти и либерали, който управлява до 26 юни 1958 година. В резултат на дейността си през този период той често е наричан бащата на белгийското обществено осигуряване. В края на мандата Ван Акер получава званието държавен министър. От 1961 до 1974 година е председател на Камарата на представителите.
Ашил Ван Акер умира на 10 юли 1975 година в Брюге.